# Bocaranga
Bocaranga är en ort i Centralafrikanska republiken. Den ligger i den västra delen av landet, 400 km nordväst om huvudstaden Bangui. Bocaranga ligger 1 078 meter över havet och antalet invånare är 15 744.
Terrängen runt Bocaranga är lite kuperad. Det finns inga andra samhällen i närheten.
Omgivningarna runt Bocaranga är en mosaik av jordbruksmark och naturlig växtlighet. Runt Bocaranga är det glesbefolkat, med 16 invånare per kvadratkilometer.